# Aleksandar Oparin
Aleksandr Ivanovič Oparin  (ruski: Александр Иванович Опарин;  Uglič, 2. ožujka 1894. – Moskva, 21. travnja 1980.) bio je ruski biolog i biokemičar, jedan od najvećih zagovaratelja teorije abiogeneze. Postao je međunarodno poznat svojom knjigom “Podrijetlo života”. Proučavao je i enzimske procese biljnih stanica i bio je jedan od znanstvenika koji su najviše doprinijeli razvoju industrijske biokemije u Sovjetskom Savezu.

## Život
Oparin je diplomirao 1917. godine na Moskovskom Državnom Sveučilištu i postao je profesor biokemije na istom sveučilištu 1927. Prvi radovi koje je objavio, bavili su su uglavnom biljnim enzimima i njihovoj ulozi u metabolizmu biljaka. 1924. godine prvi je put službeno obznanio svoju teoriju postanka života na Zemlji kroz postupnu kemijsku evoluciju organskih molekula u tzv. “prvobitnoj juhi”. Zajedno s Aleksejem Bahom osnovao je 1935. godine Institut Biokemije u sklopu Sovjetske Akademije Znanosti. 1939. godine Oparin postaje dopisni član Sovjetske Akademije Znanosti, a 1946. punopravni član Akademije.
1970. godine postaje predsjednik Međunarodne Udruge za izučavanje podrijetla života (ISSOL - International Society for the Study of the Origin of Life). Oparin umire 21. travnja 1980. godine u Moskvi.
Nositelj je mnogobrojnih nagrada za svoj izniman doprinos znanosti.  1969. godine dobio je titulu Heroja Socijalističkog Rada, dobio je Lenjinovu Nagradu 1974., te je nagrađen Lomonosovljevom Zlatnom medaljom 1979. „za iznimna dostignuća na području biokemije“. Nagrađen je također pet puta Lenijnovim redom.
Međunarodna Udruga za izučavanje podrijetla života (ISSOL) uvela je Oparinovu Medalju, kao nagradu za znanstveni doprinos na području biologije i kemije podrijetla života.

## Teorija podrijetla života
Na temelju bioloških i kemijskih spoznaja onog doba, Oparin je zajedno s britanskim znanstvenikom J.B.S. Haldaneom razvio teoriju kemijskog početka života (abiogeneze) i opisao je u svojoj knjizi „Podrijetlo života“ 1924. godine.
Oparin je polazio od sljedećih pretpostavki:
Ne postoji nikakva bitna razlika između žive i nežive materije. Izuzetna složenost živih bića samo je posljedica postupne kemijske, pa biološke evolucije same materije.
Nakon nedavnog otkrića da su plinovite planete sunčevog sustava uglavnom sastavljene od vodika i metana, pretpostavio je da je prvobitna zemljina atmosfera bila je reducentna, sadržala je metan, vodik, amonijak i vodenu paru. U reducentnoj atmosferi nije bilo kisika.
Pod utjecajem električnih pražnjenja i ultraljubičastih zraka, atmosferski su plinovi reagirali s vrućom vodom i stvorili prve organske molekule koje su se postupno koncentrirale u manjim vodenim volumenima kao npr. u lokvama blizu mora. Oparin je tom procesu dao ime prajuha ili prvobitna juha.
Na temelju radova drugih kemičara i vlastitih pokusa, Oparin je dokazao da je s povećanjem složenosti organskih molekula, dolazilo do organizacije u strukture zvane koacervati, kuglaste hidrofobne agregate koje su sadržavale koloidnu otopinu organskih molekula. Uronjeni u vodenu otopinu koacervati su mogli formirati još složenije strukture s dvostrukom lipidnom membranom sličnom onoj staničnoj i bile su sposobne za osmotske procese. Oparin ih je nazvao protobiontima, strukturama koje su mogle rasti, dijeliti se i imati prve naznake metabolizma i smatrao ih je prvim pravim prethodnicima živih stanica.
Polazeći od Oparinovih i Haldaneovih pretpostavki Stanley Miller i Harold Urey izveli su 1953. godine eksperiment u kojem su dokazali da je moguće stvaranje organskih molekula iz plinova prisutnih u prvobitnoj reducentnoj atmosferi. Miller-Ureyev eksperiment je postao prvi od niza sličnih pokusa koji su dali još čvršče osnove teoriji abiogeneze.

## Vanjske poveznice
- (engl.) ISSOL-International Society for the Study of the Origin of Life